# Cantonul Torcy
Cantonul Torcy este un canton din arondismentul Torcy, departamentul Seine-et-Marne, regiunea Île-de-France , Franța.

## Comune
- Bussy-Saint-Georges
- Bussy-Saint-Martin
- Collégien
- Croissy-Beaubourg
- Ferrières-en-Brie
- Torcy (reședință)